# Мекистеј
Мекистеј (грч. Μηκιστεύς) је у грчкој митологији било име више личности. 

## Митологија
- Према неким ауторима, као што су Аполодор и Паусанија, био је један од вођа у походу седморице против Тебе, син Талаја и Лисимахе или Лисијанасе. Убио га је Меланип.[1]
- Један од Ликаонида, Ликаонових синова.[2]
- Према Аполодору, човек из Ализоније, отац тројанских вођа у тројанском рату, Одија и Епистрофа.[2]
- Аполодор је поменуо и Мекистеја, Пенелопиног просиоца из Дулихијума.[3]
- У Хомеровој „Илијади“, био је Ехијев син и учесник тројанског рата. Заједно са Аластором, однео је рањеног Теукра са бојног поља, што је касније учинио и са Хипсенором. Убио га је Полидамант.[4]
- Мекистеј је и још једно име за Херакла.[5]